# Rebecca Jacobson
Rebecca Jacobson (7 de enero de 2002) es una deportista australiana que compite en natación, especialista en el estilo libre. Ganó dos medallas de plata en el Campeonato Mundial Junior de Natación de 2019, en las pruebas de 4 × 100 m libre y 4 × 200 m libre.